# هوهه بورده
هوهه بورده (به آلمانی: Hohe Börde) یک شهر در آلمان است که در Börde واقع شده‌است. هوهه بورده ۱۷٬۳۳۱ نفر جمعیت دارد.